# البويبة (أولاد رحو أولاد نصير)
البويبة هو دُوَّار يقع بجماعة الدخيسة، عمالة مكناس، جهة فاس مكناس في المملكة المغربية. ينتمي الدوّار لمشيخة أولاد رحو أولاد نصير التي تضم 12 دوار. يقدر عدد سكانه بـ 728 نسمة حسب الإحصاء الرسمي للسكان والسكنى لسنة 2004.

## روابط خارجية
- البوابة الوطنية للجماعات الترابية
- المندوبية السامية للتخطيط